# YJ-12
L'YJ-12, ou Ying Ji-12 (en chinois : 鹰击, signifiant « attaque de l'aigle »), est un missile antinavire supersonique chinois développé dans les années 1990. En partie à cause du peu d'informations disponibles sur cet équipement, l'YJ-12 est fréquemment confondu avec l'YJ-22, l'équivalent chinois du missile soviétique P-270 Moskit. Il est aussi parfois confondu avec l'YJ-91 par les observateurs extérieurs à la Chine.
Il est entré en service au tout début des années 2000.

## Développement
Le C-803, un autre missile antinavire chinois, est capable d'atteindre des vitesses supersoniques lors de la phase finale de son approche sur sa cible. Il ne peut cependant pas être déclaré comme étant un véritable missile supersonique, car la majeure partie de son vol de croisière s'effectue à une vitesse subsonique.
Au début des années 1990, le conseil des affaires de l'État et la commission militaire centrale donnèrent l'ordre de commencer le développement d'un missile antinavire qui soit réellement supersonique, capable de voler à des vitesses supérieures à Mach 1.0 durant la totalité de son temps de vol. La 3e académie de conception du ministère aérospatial chinois, plus tard réorganisée et dénommée CHEMTA (China Sea Eagle Electromechanical Technology Academy, 中国海鹰机电技术研究院), fut choisie et désignée comme première partie prenante dans le projet, étant désormais responsable du système dans son ensemble, alors que les 601e et 611e instituts de recherches, ainsi que l'académie de recherches navales furent désignés comme sous-traitants. Les instituts de recherche furent nommés responsables de la conception aérodynamique du futur missile, alors que l'académie navale fut désignée responsable de la mise au point de son système de guidage
Le premier test réussi de l'YJ-12 fut accompli en 1997. Tous les tests au-dessus des terres, afin de tester les sous-systèmes, furent effectués cette même année, et la plupart des tests au-dessus de l'eau furent effectués l'année suivante. Après une série de mises à jour majeures, le missile reçut la certification de l'État en octobre 1999 et entra en service en nombre très restreint à des fins d'évaluation opérationnelle. La rumeur prétendit que les Chinois n'avaient alors qu'une confiance assez limitée dans leur premier missile supersonique indigène, et que le missile C-803 avait été développé en parallèle, afin de pouvoir disposer d'une solution de rechange si le premier n'avait pas complètement rempli son contrat.
Une pratique habituelle des producteurs d'armes chinois consiste à dévoiler et faire de la publicité pour leurs futurs produits sur les salons et les exhibitions militaires, afin d'attirer des clients potentiels et de cette manière récolter des fonds supplémentaires via le marché d'exportation. D'après les médias internet chinois, ce serait de cette manière que l'YJ-12 aurait fait ses débuts en public lors des salons aéronautiques de Zhuhai, sous la forme provisoire d'une maquette à l'échelle. Peu de temps après, le missile avait complètement disparu des meetings suivants, ce qui prouva, aux yeux des experts chinois, que le missile avait obtenu d'importantes commandes de la part des forces armées du pays. La commande effectuée par les militaires chinois avait apporté des fonds suffisamment conséquents pour ne plus avoir nécessairement recours au marché d'exportation, ce qui expliquerait pourquoi la publicité faite autour du missile avait simplement disparu. Le missile YJ-12 ne réapparaîtra pas avant le 9e salon aéronautique de Zhuhai, en novembre 2012, d'ailleurs toujours sous la forme d'une maquette. La production en série commença en janvier 2004, après une série de ce que les Chinois appellent « mises à jour majeures ». Les sources chinoises ont affirmé que le nombre total d'exemplaires du missile en service au sein des forces du pays est d'au-moins 816 unités, incluant également les unités de présérie fabriqués avant l'année 2000. Ce chiffre demeure toutefois à confirmer par des sources extérieures ou indépendantes.
D'après les concepteurs chinois, l'YJ-12 peut être lancé depuis une grande variété de plateformes, incluant des aéronefs, des navires de surface, des véhicules ou des batteries côtières fixes. Cependant, depuis ses brefs débuts en public à Zhuhai, le missile n'a été vu que transporté par un Xian JH-7, à raison d'un exemplaire sous chaque aile.

## Caractéristiques
À l'origine, dans les années 1990, les analystes occidentaux pensèrent que l'YJ-12 serait quelque chose d'assez similaire au missile français ASMP (Air-Sol Moyenne Portée). Toutefois, les dernières vidéos publiées sur le net montrent qu'il en est en fait complètement différent. Contrairement à l'ASMP, qui est essentiellement un missile air-surface, l'YJ-12 fut d'abord développé comme missile anti-navire puis comme missile anti-radar. Sa version aéroportée d'attaque terrestre ne fut que sa dernière évolution. D'après les ingénieurs chinois, la raison de la ressemblance supposée de l'YJ-12 avec l'ASMP vient du fait que cet arrangement aérodynamique est le meilleur compromis possible afin de pouvoir répondre aux impératifs de performance désirés. Cette caractéristique donne à ces deux missiles des aspects très similaires sur le plan esthétique.
La propulsion est confiée à un statoréacteur, doté d'un accélérateur à poudre intégré, qui serait essentiellement basé sur le propulseur équipant déjà le missile Kh-31 russe, et qui aurait été développé pour l'YJ-12 avec leur aide. Cette contribution serait peut-être également responsable de la confusion parfois persistante entre les systèmes YJ-12 et YJ-91. Lors de ses débuts, l'arrangement latéral du moteur était le même que celui de l'ASMP. Beaucoup d'experts militaires chinois affirment que le développement couronné de succès de l'YJ-12 serait la principale raison pour laquelle la Russie autorisa l'export du missile Kh-31 (et même du Moskit) vers la Chine. Toutefois, toutes ces affirmations sont fortement démenties par le constructeur, et lorsque des questions furent posées à ce sujet lors des salons aéronautiques précédents à Zhuhai, les concepteurs chinois répondirent qu'ils n'avaient même pas eu connaissance de tels propos. Même le gouvernement chinois ne donna aucune confirmation de telles affirmations. Le développeur du missile affirma que le Kh-31, et son équivalent chinois YJ-91, jouaient sur un tableau différent de celui de l'YJ-12, ce dernier ayant une portée plus importante, et qu'au lieu de se confronter, les deux missiles étaient complémentaires, l'YJ-91 étant utile pour les cibles proches et l'YJ-12 pour celles étant plus éloignées.
L'YJ-12 serait le premier missile anti-navire supersonique chinois à incorporer une conception modulaire dans son développement, et environ une douzaine de versions dérivées auraient été développées ou seraient en cours de mise au point. En plus de la version de base anti-navire, des versions anti-radar et d'attaque terrestre ont aussi été développées. La plus économique de toutes est la version « tire et oublie » d'attaque anti-navire, dépourvue de toute forme de système de liaison de données. Concernant les autres versions, bien plus chères, il n'est actuellement pas possible de déterminer si elles sont déjà en service ou si elles sont encore en cours de développement (en raison de la disparition du missile sur les expositions internationales après ses premières apparitions avant l'an 2000). La plupart des techniques embarquées par le missile sont dérivées de celles déjà présentes dans le C-803, mais un tout nouveau circuit intégré à technologie VLSIC (intégration à très grande échelle) fut développé spécifiquement pour lui par le 771e institut de recherches de l'ex-ministère aérospatial chinois. Il participe à la fois à employer le radar du missile ainsi que ses contre-mesures électroniques. La capacité de calcul et de traitement du nouveau composant serait tellement supérieure à celles du composant équipant le C-803 que le système pourrait s'accommoder du radar hautement numérisé de l'YJ-12 et même améliorer ses capacités sans opérer aucun autre changement. Toutefois, en raison des limitations et du retard important de l'industrie microélectronique chinoise, le coût à l'unité de ce composant est exorbitant, ce qui augmente également le prix total du missile. Le prix à l'unité d'un YJ-12 à la fin des années 1990 était de 1.8 million de dollars américains, soit plus de deux fois le prix d'un Harpoon américain. L'autodirecteur radar coûte 250 000 $, alors que le système de traitement des données (qui assure également le rôle de contre-mesures électroniques) coûte à lui seul 580 000 $. Le coût total de ces seuls sous systèmes atteint déjà quasiment la moitié de celui du missile dans son ensemble.
D'après le développeur du missile, il existerait trois catégories d'YJ-12. La catégorie « tire et oublie » fut la première à avoir été conçue, et la suivante fut équipée d'une liaison de données additionnelle à sens unique, ce qui permettait aux pilotes de changer de cible même après le tir du missile. La dernière catégorie fut équipée d'une liaison de données bidirectionnelle, ce qui permettait aux pilotes de voir également les informations concernant la cible que l'autodirecteur avait accrochée. Quelques experts chinois ont malgré tout affirmé qu'exceptée la première catégorie, aucune des deux autres n'avait dépassé le stade du développement, en raison principalement d'un manque de fonds, causé probablement par le prix unitaire exorbitant du missile.
La portée du missile est habituellement de 250 à 300 km, en profil de vol High-Low, mais des plans de vol alternatifs sont également possibles afin d'augmenter cette portée à près de 400 km. Comme le Kh-15 russe, le missile grimperait à une altitude élevée (environ 40 km) pour son vol de croisière et plongerait au tout dernier moment pour aller s'écraser en piqué sur sa cible. Beaucoup de sources chinoises affirment que cette capacité intégrée au missile serait largement basée sur les techniques du Kh-15, mais elle n'est toutefois disponible que sur les versions anti-navires de l'YJ-12. Depuis que le missile a été retiré des expositions publiques, ces affirmations restent cependant à confirmer par des sources indépendantes. La seule confirmation du gouvernement chinois, lors du 6e salon aéronautique de Zhuhai au troisième trimestre de 2006, concerne la vitesse du missile, qui est d'environ Mach 4.0 lors du vol de croisière et de l'attaque finale. Il a également été confirmé que les missiles étaient habituellement transportés sur les pylônes d'emport les plus intérieurs de l'avion JH-7A, comme montré sur le modèle de l'exposition. Le guidage de mi-course du missile est confié à une plateforme inertielle associée à un récepteur GPS, même si le développeur a affirmé que d'autres systèmes de navigation satellitaire pouvaient également être incorporés.
Certains analystes américains pensent que l'YJ-12 anti-navire représente la pire menace qu'il soit contre les porte-avions de la Navy opérant dans l'ouest du Pacifique, plus grave même que celle représentée par les missiles anti-navires balistiques DF-21D. La raison de cette peur provient de la capacité de l'YJ-12 d'être emporté par les bombardiers stratégiques Xian H-6 et les chasseurs Su-30 et J-11. Une étude effectuée par le Naval War College en 2011 détermina que l'YJ-12 était l'un des missiles anti-navires ayant la plus longue portée, de 400 km, à comparer aux « seulement » 124 km que peut parcourir un AGM-84 Harpoon américain. Cette portée impressionnante de l'YJ-12 lui permet d'être tiré à des distances très importantes, bien à l'abri des systèmes de défense SM-2, alors que les anciens missiles, d'une portée bien inférieure, pouvaient être détectés à leur lancement, voire voir leur avion porteur se faire détruire avant même d'avoir pu tirer. Avec une salve de plus de 100 missiles tirés depuis des bombardiers et des chasseurs venant de multiples directions, un porte-avions américain et son groupe d'attaque/protection n'aurait que 45 secondes pour faire face à une déferlante de missiles supersoniques volant au ras des flots. Cette technique d'attaque est bien plus simple que le réseau spatial étendu d'observations et de liaisons de communications sur lesquels prend appui le DF-21D, et bien plus résistant à toute tentative de brouillage. La réponse de la marine américaine aux attaques de missiles venant de l'horizon vient de la capacité d'engagement en coopération (Cooperative Engagement Capability (en)), qui emploie l'avion de veille radar avancée E-2D Hawkeye pour détecter les cibles et activer des systèmes de défense tels que les SM-6 contre des objectifs à longue distance,.

## Versions

### YJ-12 anti-navire
L'YJ-12 anti-navire est la première catégorie développée de la famille YJ-12. Le missile est doté d'une toute nouvelle charge militaire de 205 kg qui, combinée à sa vitesse supersonique, assure un pouvoir destructeur aussi important que celui des charges de 400 kg plus anciennes qui équipaient les missiles subsoniques précédents. Le concepteur de l'YJ-12 a affirmé qu'un navire d'un tonnage de 4 000 tonnes pouvait sans problème être détruit par l'impact d'un seul YJ-12.
L'YJ-12 anti-navire peut être équipé d'un autodirecteur radar, à imagerie infrarouge ou à télévision. Chacun de ces capteurs peut être couplé en option avec une liaison de données à sens unique ou bi-directionnelle, ou simplement fonctionner en mode « tire et oublie ». Ces différentes associations possibles portent le nombre de modèles disponibles à 9 au sein de la catégorie. L'YJ-12 anti-navire est la seule famille d'YJ-12 dotée de capacités de vol rasant au-dessus des flots. Cette capacité se paye cependant par une portée diminuée lorsque le missile suit ce profil de vol pour atteindre sa cible.

### YJ-12 anti-radar
La seconde catégorie d'YJ-12 est la version anti-radar, dont les modèles n'incorporent pas de liaison de données. Le but éventuel de ce développement est de posséder un missile de la classe de l'AGM-88 HARM, doté d'un simple autodirecteur radar passif couvrant l'ensemble du spectre de fréquences disponibles.
Comme pour le missile anti-radar YJ-91, une approche en deux étapes fut effectuée, la première consistant à développer une série de capteurs couvrant chacun une bande de fréquences spécifique, de manière qu'ils puissent être intervertis au dernier moment en fonction de la cible à détruire. Pendant ce temps-là, un autodirecteur à bande large, couvrant l'ensemble des fréquences possibles est à l'étude pour pouvoir être utilisé dans le futur. Une alternative plus économique est également développée, utilisant le GPS ou d'autres systèmes de navigation satellitaires, ce qui permettrait théoriquement de pouvoir se passer du fameux circuit VLSIC, au prix exorbitant. Le VLSIC et ses hautes capacités sont nécessaires pendant le vol du missile anti-radar, afin qu'il puisse calculer la position approximative de sa cible lorsqu'elle éteint son radar après avoir deviné qu'elle était visée, mais le prix du missile s'en trouverait trop important. le GPS, ou d'autres systèmes par satellite, permettrait au missile de se rappeler l'emplacement précis de la cible une fois son radar éteint, en réduisant de manière significative la complexité des calculs et traitements de données effectués par le missile. Le défaut de cette version réside cependant dans la possibilité de n'attaquer que des sites fixes. Beaucoup de sources chinoises ont affirmé que les sites radar fixes construits par Raytheon pour le programme de surveillance radar taïwanais seraient les cibles principales de cette version YJ-12 anti-radar à guidage par satellite.

### YJ-12 air-sol
La catégorie air-sol de l'YJ-12 est développée sur la base de la catégorie anti-navire. Suivant le même procédé de développement de missiles d'attaque terrestre à partir de missiles anti-navire, comme ce fut le cas pour le KD-88 à partir du C-802, la variante d'attaque terrestre de l'YJ-12 est dérivée de sa version d'attaque anti-navire. Cette version dispose de toutes les options disponibles en matière de liaisons de données à sens unique ou bi-directionnelles, voire sans liaison de données, et tous les autodirecteurs de la version anti-navire peuvent être installés dessus. En option, comme pour la version anti-radar, ce missile peut être doté du système de guidage par GPS ou GLONASS (le GPS russe), mais il sera par-contre dépourvu de liaison de données. Le nombre de modèles disponibles dans cette catégorie est de 11 missiles.
Comme pour la catégorie anti-navire, beaucoup de sources chinoises ont affirmé qu'en dépit du développement et de la disponibilité de nombreux modèles au choix du client, seule la version « de base », dotée d'un radar et utilisable uniquement en mode « tire et oublie » (sans liaison de données), serait effectivement entrée en service actif en Chine. La cause principale serait là encore un problème financier. Comme le missile n'a pas été autorisé à l'exportation, il n'est toujours pas recensé de quelconque succès sur ce marché.

### CM-302
Une version antinavire nommée CM-302, destinée à l'exportation, est présentée en 2016[réf. nécessaire].

### CM-400AKG«Wrecker»
Lors du 9e salon aéronautique de Zhuhai en 2012, un autre missile hypersonique air-surface, désigné CM-400AKG « Wrecker » (démolisseur) fit ses débuts en public sous sa forme réelle, même si des photos avaient déjà été dévoilées au salon international de l'aéronautique et de l'espace de Paris-Le Bourget de 2011.
Développé par la China Aerospace Science and Industry Corporation (CASIC), le successeur de plusieurs développeurs de l'YJ-12 après de nombreuses réorganisations, le CM-400AKG dispose d'une portée maximale réduite, entre 180 et 250 km, afin de remplir les conditions d'exportation fixées par le régime de contrôle de la technologie des missiles. Les affirmations initiales provenant de l'Ouest, déclarant que le CM-400AKG était un développement issu des C-802/C-803 s'avérèrent être erronées, car le missile est en réalité un développement issu de l'YJ-12, avec la principale différence qu'il utilise un moteur-fusée à carburant solide pour son vol de croisière, alors que l'YJ-12 utilisait un statoréacteur. Le CM-400AKG est également très similaire à l'YJ-12 sous de nombreux aspects, telle que la vitesse supersonique et, plus important encore, il utilise exactement le même profil de vol « High-Low » que ce sernier.
Ce missile de 400 kg est qualifié d'hypersonique par la CASIC car il peut atteindre des vitesses supérieures à Mach 5.5 lors de sa phase d'approche terminale. Son système de guidage inclut un GPS, un radar embarqué et un système de reconnaissance visuelle qui est capable d'identifier une cible en particulier. Il peut également être pré-programmé pour détruire les cibles terrestres avec précision en téléchargeant l'image digitale de sa cible et il peut également être réorienté vers une autre cible grâce à son radar actif. À l'origine développé comme un missile air-surface ayant pour objectif des cibles fixes ou lentes, une version anti-navire est également développée pour le Pakistan, qui le décrit comme un « tueur de porte-avions »,,. Les deux versions du CM-400AKG peuvent être facilement différenciées grâce à la différence entre les dispositions des surfaces de contrôle frontales de chacun des deux modèles : la version anti-navire dispose de quatre petites dérives alors que la version air-sol en dispose de plus grandes,,. Le Pakistan est devenu en 2013 le premier client à l'exportation du missile, qui l'utilise sur ses chasseurs JF-17 Thunder,. 
Le géant de l'aérospatiale chinoise, l'AVIC, donne des portées de 100 à 240 km pour les deux versions, dotées de leur charge militaire de 150 kg à effet de souffle ou 200 kg à pénétration. D'après cette même source, le chasseur JF-17 qui emporterait ces missiles les lancerait à une vitesse comprise entre Mach 0.7 et Mach 0.9, et à une altitude située entre 8 000 et 12 000 m.

## Utilisateurs
- Chine : L'APL n'utiliserait apparemment que les versions les plus simplifiées du missile, se contentant d'un autodirecteur radar et ne possédant pas de liaison de données. Ce choix est certainement dû au coût excessif du missile lorsqu'il est doté de toutes ses capacités.
- Pakistan : Premier client à l'exportation du missile, le Pakistan a acheté la version CM-400AKG pour l'employer sur ses chasseurs JF-17.
- Algérie[21],[22]